# Appasus
Appasus (лат.) — род крупных водных клопов из подсемейства Belostomatinae семейства Belostomatidae. Водятся в пресноводных водоёмах Азии и Африки.

## Размножение
У этих насекомых выведением потомства занимаются мужские особи. У рода Appasus и у других видов подсемейства Belostomatinae самки приклеивают отложенные ими яйца на спины самцов, и самцы сохраняют их до того момента, когда молодые насекомые из этих яиц вылупятся.

## Виды
В род Appasus входят 15 следующих видов:
- Appasus ampliatus (Montandon, 1914)
- Appasus capensis (Mayr, 1843)
- Appasus grassei (Poisson, 1937)
- Appasus japonicus (Vuillefroy, 1864)
- Appasus kjellanderi (Menke, 1962)
- Appasus lewisi (Scott, 1874)
- Appasus major (Esaki, 1934)
- Appasus nepoides (Fabricius, 1803)
- Appasus procerus (Gerstaecker, 1873)
- Appasus quadrivittatus (Bergroth, 1893)
- Appasus severini (Montandon, 1897)
- Appasus stappersi (Montandon, 1916)
- Appasus urinator (Dufour, 1863)
- Appasus wittei (Poisson, 1949)